# 후쿠시마시
후쿠시마시(일본어: 福島市 후쿠시마시[*], 문화어: 후꾸시마시)는 일본 후쿠시마현 북부에 있는 시이다. 후쿠시마현의 현청 소재지이며 중핵시로 지정되어 있다.
인구는 약 27만 명으로 후쿠시마현에서는 이와키시, 고리야마시에 이어 3번째로 많다. 지리적으로도 후쿠시마현의 중심에 위치하고 교통 거점인 고리야마시가 경제 면의 중심 도시이며, 후쿠시마시는 행정 도시의 역할만 갖고 있다. 센다이시에서 도호쿠 신칸센을 타면 30분 만에 갈 수 있으므로 관계가 깊어가고 있으며 위성 도시 성격도 있다. 매년 5월 중순에 고적대 퍼레이드가 있어서 시내 모두 초등학생들을 동원시킨다.
이자카 온천(飯坂温泉), 다카유 온천(高湯温泉), 쓰치유 온천(土湯温泉) 등 온천이 많고 복숭아, 배, 사과, 버찌 등 과일 생산도 많다. 도호쿠 지방에서 유일한 경마장도 있다.

## 지리

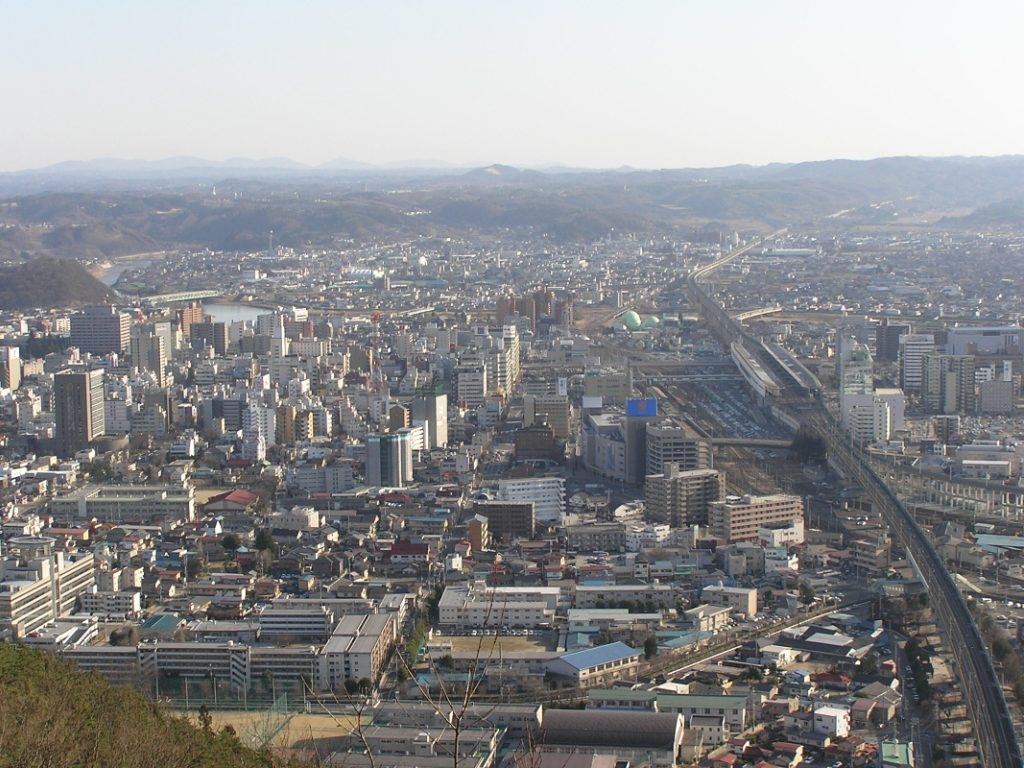
후쿠시마시 전경

후쿠시마현 북동부에 위치한다. 현의 중심부에 있는 이나와시로호에서 북동쪽으로 약 50km, 도쿄에서 북쪽으로 약 270km 거리에 있다. 서쪽의 오우산맥과 동쪽의 아부쿠마 고지 사이에 끼어 있는 후쿠시마 분지 남서쪽과 그 주변의 산악·구릉 지역을 주로 관할한다. 시내에서는 서쪽으로 아즈마 연봉이, 남서쪽으로 아다타라산을 바라본다.
예로부터 오슈 가도와 이타야 고개를 경유하는 요네자와 가도 및 모니와를 경유하는 우슈 가도와의 분기점이며 교통의 요충지로 번창했다. 현재도 국도 13호선의 기점이며 국도 4호선에서 분기한다. 철도에서는 도호쿠 신칸센과 야마가타 신칸센의 분기점이 되고 있다.

### 지형
서쪽으로 오우산맥, 동쪽으로 아부쿠마 고지가 있고 북류하는 아부쿠마강을 중심으로 후쿠시마 분지를 형성하고 있다. 오우산맥에서 발원하는 스리카미강, 마쓰카와강, 아라카와강 등이 각각 시 서부에 선상지를 만들면서 동쪽으로 흘러 아부쿠마강으로 흘러든다. 일찍이 선상지는 뽕밭으로 이용되었지만 현재는 과수원으로 전용되고 있다. 분지 남동부에 잔구인 시노부산이 있어 후쿠시마시의 심볼로 시민에게 사랑받고 있다. 후쿠시마 분지는 꽤 깊은 분지이기 때문에 구리코 고개나 쓰치유 고개와 같은 교통이 험한 곳이 존재한다.
시내 최고 지점은 히가시아즈마산으로 해발 1,974m이고 최저 지점은 무코세카미로 해발 약 55m이다.

### 기후
산악부의 폭설 지대는 동해측 기후, 이외의 시내 지역은 태평양측 기후, 그 중에서도 분지 특유의 기후이다. 연교차가 심해 여름은 덥고 겨울은 춥다. 여름부터 늦더위 때까지는 낮 최고기온이 일본 최고를 기록하는 날도 드물지 않으며 일교차 또한 크다. 지방도시로 소규모이기는 하지만 열섬 현상이 발생하기도 한다. 한편 나카도리 지방에서는 가장 고도가 낮기 때문에 후쿠시마시보다 남쪽에 위치하는 고리야마시나 시라카와시보다 온난하고 후쿠시마현 내에서는 하마도리에 이어 온난한 기후라고 말할 수 있다. 겨울의 평균 최저 기온은 남쪽에 위치한 우쓰노미야시나 미토시보다 높다. 벚꽃 개화는 그 고도 차이로 인해 하마도리를 제외하고는 현내에서 가장 빠르다. 또 겨울에는 아즈마 산풍으로 불리는 북서쪽에서의 강한 계절풍이 분다.
| 후쿠시마시의 기후                                            | 후쿠시마시의 기후 | 후쿠시마시의 기후 | 후쿠시마시의 기후 | 후쿠시마시의 기후 | 후쿠시마시의 기후 | 후쿠시마시의 기후 | 후쿠시마시의 기후 | 후쿠시마시의 기후 | 후쿠시마시의 기후 | 후쿠시마시의 기후 | 후쿠시마시의 기후 | 후쿠시마시의 기후 | 후쿠시마시의 기후 |
| 월                                                           | 1월               | 2월               | 3월               | 4월               | 5월               | 6월               | 7월               | 8월               | 9월               | 10월              | 11월              | 12월              | 연간              |
| ------------------------------------------------------------ | ----------------- | ----------------- | ----------------- | ----------------- | ----------------- | ----------------- | ----------------- | ----------------- | ----------------- | ----------------- | ----------------- | ----------------- | ----------------- |
| 역대 최고 기온 °C (°F)                                       | 18.1 (64.6)       | 21.4 (70.5)       | 25.2 (77.4)       | 32.2 (90.0)       | 35.3 (95.5)       | 36.7 (98.1)       | 39.0 (102.2)      | 39.1 (102.4)      | 37.3 (99.1)       | 30.3 (86.5)       | 26.0 (78.8)       | 22.4 (72.3)       | 39.1 (102.4)      |
| 일평균 최고 기온 °C (°F)                                     | 5.8 (42.4)        | 7.1 (44.8)        | 11.2 (52.2)       | 17.7 (63.9)       | 23.1 (73.6)       | 25.9 (78.6)       | 29.1 (84.4)       | 30.5 (86.9)       | 26.2 (79.2)       | 20.5 (68.9)       | 14.5 (58.1)       | 8.6 (47.5)        | 18.3 (64.9)       |
| 일일 평균 기온 °C (°F)                                       | 1.9 (35.4)        | 2.5 (36.5)        | 5.9 (42.6)        | 11.7 (53.1)       | 17.2 (63.0)       | 20.7 (69.3)       | 24.3 (75.7)       | 25.5 (77.9)       | 21.6 (70.9)       | 15.6 (60.1)       | 9.5 (49.1)        | 4.3 (39.7)        | 13.4 (56.1)       |
| 일평균 최저 기온 °C (°F)                                     | −1.5 (29.3)       | −1.2 (29.8)       | 1.3 (34.3)        | 6.4 (43.5)        | 12.1 (53.8)       | 16.6 (61.9)       | 20.8 (69.4)       | 21.9 (71.4)       | 18.0 (64.4)       | 11.7 (53.1)       | 5.2 (41.4)        | 0.7 (33.3)        | 9.3 (48.7)        |
| 역대 최저 기온 °C (°F)                                       | −15.0 (5.0)       | −18.5 (−1.3)      | −12.9 (8.8)       | −5.5 (22.1)       | −1.2 (29.8)       | 3.8 (38.8)        | 9.1 (48.4)        | 9.8 (49.6)        | 4.8 (40.6)        | −1.7 (28.9)       | −6.6 (20.1)       | −13.5 (7.7)       | −18.5 (−1.3)      |
| 평균 강수량 mm (인치)                                        | 56.2 (2.21)       | 41.1 (1.62)       | 75.7 (2.98)       | 81.8 (3.22)       | 88.5 (3.48)       | 121.2 (4.77)      | 177.7 (7.00)      | 151.3 (5.96)      | 167.6 (6.60)      | 138.7 (5.46)      | 58.4 (2.30)       | 48.9 (1.93)       | 1,207 (47.52)     |
| 평균 강설량 cm (인치)                                        | 49 (19)           | 34 (13)           | 14 (5.5)          | 1 (0.4)           | 0 (0)             | 0 (0)             | 0 (0)             | 0 (0)             | 0 (0)             | 0 (0)             | 1 (0.4)           | 24 (9.4)          | 122 (48)          |
| 평균 강수일수 (≥ 0.5 mm)                                     | 10.6              | 8.6               | 9.2               | 8.2               | 9.7               | 11.9              | 15.2              | 12.4              | 12.0              | 9.7               | 7.7               | 10.8              | 126.0             |
| 평균 강설일수                                                | 25.4              | 21.3              | 15.9              | 2.8               | 0.0               | 0.0               | 0.0               | 0.0               | 0.0               | 0.0               | 3.3               | 18.3              | 87.0              |
| 평균 상대 습도 (%)                                           | 68                | 65                | 61                | 58                | 63                | 72                | 77                | 76                | 76                | 73                | 70                | 70                | 69                |
| 평균 월간 일조시간                                           | 132.2             | 144.8             | 175.1             | 189.7             | 193.2             | 141.4             | 125.2             | 148.7             | 122.9             | 133.7             | 128.3             | 118.7             | 1,753.8           |
| 출처: 일본 기상청 (평년값: 1991년~2020년, 극값: 1889년~현재) |                   |                   |                   |                   |                   |                   |                   |                   |                   |                   |                   |                   |                   |

### 인접한 자치체
- 후쿠시마현
  - 니혼마쓰시, 다테시
  - 다테군 고리정, 가와마타정
  - 야마군 이나와시로정
- 야마가타현
  - 요네자와시
  - 히가시오키타마군 다카하타정
- 미야기현
  - 시로이시시
  - 갓타군 시치카슈쿠정

## 역사
후쿠시마는 한때 시노부향으로 불렸다. 1413년에 다테 모치무네가 다이부쓰성을 쌓았고 이후 스기노메성으로 개칭하였다. 1592년에 가모 가문의 가신 기무라 요시키요는 스기노메성을 후쿠시마성으로 개칭하고 조카마치(성시)를 정비하기 시작했다. 에도 시대에 후쿠시마는 비단 생산으로 번영하였다. 그 명성은 교토에까지 알려질 정도였다. 1868년 메이지 유신 이후 후쿠시마현의 현청과 일본은행의 지점이 세워졌다.
- 1889년 4월 1일 - 정촌제 시행으로 후쿠시마현 시노부군 후쿠시마정이 성립하였다.
- 1907년 4월 1일 - 후쿠시마정이 시로 승격하여 후쿠시마시가 되었다.
- 1947년 2월 11일 - 와타리촌, 스기노메촌을 편입하였다.
- 1947년 3월 10일 - 오카야마촌을 편입하였다.
- 1955년 3월 1일 - 요시이다촌을 편입하였다.
- 1955년 3월 31일 - 아라이촌, 오자소촌, 사사야촌, 쓰치유촌, 요시이다촌 등 5개 촌과 료젠정의 일부[大波, 오나미(일본어판)]를 편입하였다.
- 1964년 1월 1일 - 시노부군 이자카정을 편입하였다.
- 1966년 6월 1일 - 시노부군 마쓰카와정, 시노부정을 편입하였다.
- 1968년 10월 1일 - 시노부군 아즈마정을 편입하였다.
- 2008년 7월 1일 - 다테군 이노정을 편입하였다.
- 2011년 3월 11일 - 동일본 대지진으로 인해 후쿠시마 제1 원자력 발전소 사고가 일어났다.

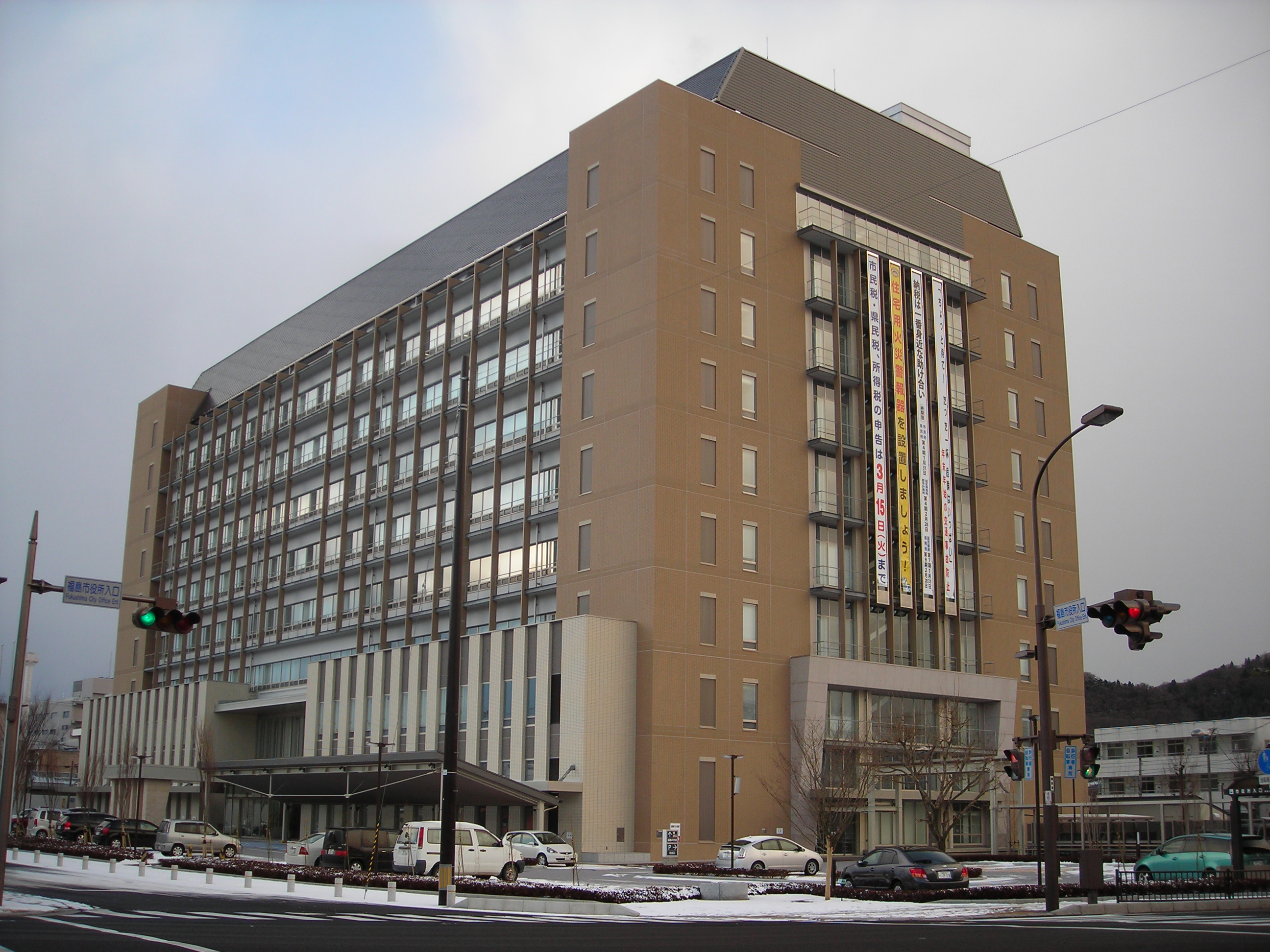
후쿠시마시청

## 교육
- 후쿠시마 대학

## 교통

### 철도
- 동일본 여객철도
  - 도호쿠 신칸센
  - 도호쿠 본선
  - 야마가타선(오우 본선)
- 후쿠시마 교통
  - 이자카선
- 아부쿠마 급행
  - 아부쿠마 급행선

### 도로
- 도호쿠 자동차도
- 국도 4호선
- 국도 13호선
- 국도 114호선
- 국도 115호선
- 국도 399호선
- 국도 459호선